# Musée d'Art Hallie Ford
Le musée d'Art Hallie Ford  est le musée de l'université Willamette à Salem, Oregon, aux États-Unis. Il est le troisième plus grand musée d'art en Oregon. Inauguré en 1998, l'établissement est situé en face du Capitole de l'État de l'Oregon, dans le centre-ville de Salem, à la lisière ouest du campus universitaire. Installé dans des locaux d'une superficie 2 500 mètres2, le musée présente des collections d'art et d'objets historiques, avec un accent particulier sur les œuvres d'art et les artistes liés à l'Oregon. Le musée accueille également diverses expositions itinérantes dans deux de ses six galeries.

## Histoire
Avant la création du musée d'Art de Hallie Ford, l'Université Willamette avait auparavant constitué diverses collections d'œuvres d'art issues de donations. Dès 1896, ces collections étaient conservées dans un musée aménagé au quatrième étage du Waller Hall. En 1940, le musée fut transféré au deuxième étage du gymnase (aujourd'hui le Theatre Playhouse). À cette époque, la collection du musée incluait notamment des oiseaux, divers documents, des minéraux, des échantillons de bois, des coquillages, des spécimens de plantes et des objets amérindiens.

## Collections
Le musée possède une collection d'art diverse, couvrant différentes cultures et époques. Ses six galeries d'exposition présentent des œuvres d'art dans divers mediums, tels que la sculpture, la peinture, la vannerie et l'estampe. La collection comprend notamment de l'art amérindien, des peintures européennes, de l'art américain et de l'art contemporain. Le musée met également en valeur l'art et les artistes locaux.